# Управа благочиння
Управа благочиння (рос. управа благочиния) — міський поліцейсько-адміністративний орган Російської імперії в 1782—1881 роках. Засновані за статутом благочиння, або поліцейським.

## Заснування посади
У столицях у склад управ благочиння входили обер-поліцмейстер (голова), поліцмейстер, пристав у цивільних і у кримінальних справах (аналоги сучасних слідчих). В інших містах головою був поліцмейстер або городничий.
Для безпосередньо поліцейського управління міста були розділені на адміністративно-поліцейські частини (200—700 дворів). Адміністративно-поліцейські частини, в свою чергу, були поділені на квартали по 50-100 дворів. Адміністративно-поліцейські частини управлялися часними приставами (рос. частные приставы — від слова часть) з доданими їм військовими командами і служителями. Квартали контролювали квартальні наглядачі з квартальними поручиками і поліцейська варта. Для цивільного контролю над поліцейським управлінням існували 2 ратмани. Вони обиралися з числа найдостойніших місцевих жителів терміном на півроку.

## Обов'язки
Управа благочиння здійснювала нагляд за порядком, стежила за виконанням законів; до її компетенції належало також судове провадження у цивільних і тяжбових справах сумою менше, ніж 20 руб. Вона здійснювала також слідчі дії і судове провадження по крадіжках і шахрайствах на суму менше, ніж 20 руб. Управа благочиння щодня стверджувала наданий приставами список заарештованих.
Управи благочиння перебували в підпорядкуванні губернських (намісницьких) правлінь. Згодом були сформовані спеціальні команди (ревізори), які здійснювали контроль за діяльністю управителя.
Павло I ліквідував управи благочиння в Санкт-Петербурзі (1798), Москві (1799) і у всіх інших містах (1800) із заміною їх на міські правління і ратгаузи. Відновлені Олександром I у столицях (1802). Остаточно скасовані в Санкт-Петербурзі в 1877, в Москві — у 1881 році.

## У мистецтві
Діяльність управ благочиння (міських правлінь) критично відображена в комедії М. В. Гоголя «Ревізор».